# Lidia Ligęza
Lidia Ligęza (ur. 1 stycznia 1942 w Nowym Sączu) – polska esperantystka, filolożka, poetka, tłumaczka, autorka książek w języku esperanto.

## Życiorys
Lidia Ligęza urodziła się 1 stycznia 1942 r. w Nowym Sączu, gdzie dorastała i uczyła się. Studiowała filologię polską na Uniwersytecie Jagiellońskim w Krakowie. Pracę magisterską Podłoże folklorystyczne „Klechd Polskich” Bolesława Leśmiana napisaną pod naukową opieką profesora Kazimierza Wyki opublikowała w czasopiśmie naukowym „Pamiętnik Literacki”. Jest autorką kilku opublikowanych rozpraw naukowych o folklorze w polskiej literaturze m.in. o twórczości Tadeusza Nowaka. Po ukończeniu studiów pracowała na wydziale filologicznym UJ jako asystent, a następnie od 1983 r. jako kustosz Muzeum Stanisława Wyspiańskiego (Filia Muzeum Narodowego w Krakowie), zajmując się literacką i malarską twórczością tego wybitnego polskiego modernisty.

## Esperantystka
Jako studentka Uniwersytetu Jagiellońskiego uczęszczała na lektorat języka esperanto prowadzony przez Mieczysława Sygnarskiego. Od 1975 r. uczyła esperanta na kursach i na wczasach esperanckich, m.in. podczas organizowanych przez Polski Związek Esperantystów we Wrocławiu Międzynarodowych Wczasów „La Ora Pola Aŭtuno” (Złota Polska Jesień) w Międzygórzu. Od 1987 r. była lektorką języka esperanto na Uniwersytecie Jagiellońskim i Akademii Medycznej w Krakowie. Pracowała także jako lektorka podczas zimowych i letnich szkół dla studentów z Kielc, w Świętej Katarzynie i dla studentów z Wielkopolski, w Toruniu. Była przewodniczącą Wojewódzkiego Klubu Esperanto przy Krakowskim Domu Kultury „Pod Baranami”. Do roku 1983 była członkiem kolegium redakcyjnego czasopisma „Pola Esperantisto” (pl. Polski Esperantysta).
W 1991 r. w Międzynarodowej Akademii Nauk w San Marino uzyskała tytuł magistra nauk humanistycznych, a następnie otrzymała tytuł docenta. Od 1996 r. jest przewodniczącą Krakowskiego Towarzystwa Esperanto i współredaktorką klubowego biuletynu „Apudvistula Bulteno”. Pracuje jako wykładowca literatury esperanckiej w Podyplomowym Esperantologicznym Studium przy Uniwersytecie Adama Mickiewicza w Poznaniu, pod kierownictwem prof. Ilony Koutny. W latach 2008–2010 współpracowała z redaktorem Tomaszem Chmielikiem przy wydawaniu niezależnego kwartalnika „Spegulo”.

## Twórczość
Lidia Ligęza jest autorką wierszy, głównie w języku esperanto. W 1987 r. wydała tom poezji Aleo aŭtuna z posłowiem Tyburcjusza Tyblewskiego, który zawiera pierwsze wiersze poetki, opublikowane w magazynie „Pola Esperantisto”.
Jest tłumaczką na język esperanto, szczególnie zajmuje się współczesną polską poezją. Przetłumaczyła około 650 wierszy polskich poetów współczesnych, m.in. Gałczyńskiego, Herberta, Poświatowskiej, Miłosza i Szymborskiej. W „Pola Esperantisto” ukazały się jej artykuły o twórczości polskich literatów. W prestiżowej serii Światowego Związku Esperantystów „Oriento – Okcidento” nr 50, w 2015 r. ukazał się obszerny tom wierszy Wisławy Szymborskiej Mi inventas la mondon (Obmyślam świat) zgłoszony do Wrocławskiej Nagrody Poetyckiej Silesius, którego znaczną część przetłumaczyła na język esperanto. Przetłumaczyła na esperanto także dwa dramaty Witkacego: W małym dworku i Szewcy.

## Wybrane dzieła

### Poezja
- Aleo aŭtuna, 1987
- Mia eno, 1996
- Limerikoj, 1999
- Epizodoj / Epizody, 2012 (ISBN 978-83-907561-1-0)

### Tłumaczenia
- La Roma Triptiko, Karol Wojtyła, Kraków, Czeladź, 2006 (ISBN 83-920289-1-0)
- Lidia. Życie Lidii Zamenhof, Wendy Heller, 2009 (ISBN 978-83-87495-31-2)[7]
- Obmyślam świat, Wisława Szymborska, 2015 (ISBN 978-83-63470-09-8)[8]